# Walter Dietrich
Walter Dietrich (24 dicembre 1902 – 27 novembre 1979) è stato un calciatore e allenatore di calcio svizzero.

## Carriera

### Club
Ha giocato per Basilea, Forward Morges, Servette ed Eintracht Francoforte.

### Nazionale
Con la propria Nazionale ha giocato i Giochi della VIII Olimpiade.

## Palmarès

### Giocatore

#### Club

##### Competizioni regionali
- Campionato della Germania Meridionale: 2

Eintracht Francoforte: 1930, 1932
- Bezirksliga Main-Hessen: 5

Eintracht Francoforte: 1928, 1929, 1930, 1931, 1932
- Gauliga Südwest/Mainhessen: 1

Eintracht Francoforte: 1938

##### Competizioni nazionali
- Campionato svizzero: 1

Servette: 1924-1925

#### Nazionale
- Argento olimpico: 1

Parigi 1924